# 대덕산 (전북/경북)
대덕산(大德山)은 대한민국 전북특별자치도 무주군과 경상북도 김천시 사이에 있는 산이다.
무주군의 최동단에 위치한 1,290m의 대덕산은 가야산을 향해 뻗은 능선을 사이에 두고 경북 김천과 경남 거창을 갈라 놓은 상도분기점, 즉 해발 1,250m의 초첨산을 옆에 둔 명산으로 옛날에는 다락산, 다악산으로 불리었고 정상에는 기우단이 있었다고 전하는 명산이다.
부드럽게 생겼으면서도 우직한 남성다운 덕기가 어린 산으로 예로부터 수많은 인걸들을 배출했고, 이 산이 있는 무풍면은 남사고의 십승지지 중 하나로 알려진 고장이기에 더욱 유명하다.